# Todirostrum
Todirostrum és un gènere d'ocells de la família dels tirànids (Tyrannidae). Agrupa espècies natives de l'Amèrica tropical (Neotròpic) on es distribueixen des del sud de Mèxic a través d'Amèrica Central i del Sud fins al sud-est del Brasil, nord del Paraguai i Bolívia i centre del Perú.

## Descripció
Les espècies d'aquest gènere són petits tirànids mesurant entre 8,5 i 10 cm de longitud. Es caracteritzen pel bec en forma d'espàtula i difereixen dels del gènere Poecilotriccus per ser marcadament més arborícoles, i per tant tendeixen a ser vistos més fàcilment. Es distribueixen principalment en terres baixes i són primàriament associats a hàbitats secundaris, tot i que tres espècies (T. nigriceps, T. pictum i T. chrysocrotaphum) habiten el dosser de boscos humits. Així com els Poecilotriccus, exhibeixen una postura més horitzontal que els cabdills del gènere Hemitriccus i així com aquests, s'alimenten principalment fent vols ascendents a la part inferiord les fulles.

## Taxonomia i etimologia
El gènere Todirostrum va ser erigit el 1831 pel naturalista francès René Lesson. L'espècie tipus va ser designada el cabdill comú per George Robert Gray el 1840.
Diverses espècies situades anteriorment en aquest gènere van ser transferides per a Poecilotriccus amb base en evidències morfològiques.
Els amplis estudis geneticomoleculars realitzats per Tello et al. (2009) van descobrir una quantitat de relacions noves dins de la família Tyrannidae que encara no estan reflectides en la majoria de les classificacions. Seguint aquests estudis, Ohlson et al. (2013) van proposar dividir Tyrannidae en cinc famílies. Segons l'ordenament proposat, Todirostrum pertany a la família Rhynchocyclidae (Berlepsch, 1907), en una nova subfamília Todirostrinae (Tello, Moyle, Marchese & Cracraft, 2009) juntament amb Taeniotriccus, Cnipodectes, Myiornis, Poecilotriccus, Hemitriccus, Atalotriccus, Lophotriccus i Oncostoma. El Comitè Brasiler de Registres Ornitològics (CBRO) adopta aquesta família, mentre el Comitè de Classificació de Sud-americà (SACC) espera propostes per analitzar els canvis.
El nom combina el gènere Todus introduït per Mathurin Jacques Brisson el 1760 amb el llatí «rostrum» que significa “bec”.
Segons la Classificació del Congrés Ornitològic Internacional (versió 14.2, 2024) aquest gènere està format per 7 espècies:
- Todirostrum maculatum - cabdill tacat.
- Todirostrum poliocephalum - cabdill capgrís.
- Todirostrum cinereum - cabdill comú.
- Todirostrum viridanum - cabdill de Maracaibo.
- Todirostrum nigriceps - cabdill capnegre.
- Todirostrum pictum - cabdill pintat.
- Todirostrum chrysocrotaphum - cabdill cellagroc.